# SN 2009cp
SN 2009cp – supernowa typu Ia odkryta 25 marca 2009 roku w galaktyce A091512+1905. W momencie odkrycia miała maksymalną jasność 20,20m.